# Kalitta Charters
Kalitta Charters – amerykańskie czarterowe linie lotnicze z siedzibą w Ypsilanti. Zakres działalności obejmuje czarter samolotów, transport medyczny, loty cargo oraz obsługę techniczną samolotów.

## Flota
Według stanu na marzec 2025 flota Kalitta Charters II składała się z 16 samolotów o średnim wieku 30,6 lat:
| Samolot        | Samolot | Samolot   | Uwagi |
| Model          | Aktywne | Zamówione | Uwagi |
| -------------- | ------- | --------- | ----- |
| Boeing 737-300 | 4       | -         |       |
| Boeing 737-400 | 8       | 1         |       |
| Boeing 737-800 | 4       | -         |       |
| Łącznie        | 16      | 1         |       |